# Винценти Витос
Винценти Витос (на полски: Wincenty Witos) е полски политик, деец на селското движение (Ruch ludowy), три пъти е премиер на Полша.
От 1895 г. е член на Полската народна партия, 1908 – 1914 г. депутат в Галицийския сейм, от 1909 до 1931 г. е войт (длъжностно лице в местната управа) на Виежхославице. 1911 – 1918 г. е депутат в австрийския Държавен съвет, от 1914 г. в Полската народна партия „Пяст“ и във Върховния национален комитет, по-късно в Националната лига (1917 – 1918), председател на Полската ликвидационна комисия. От 1919 г. е депутат в полския Сейм. Три пъти изпълнява функцията на премиер (от 24 юли 1920 г. до 13 септември 1921 г., от 28 май 1923 г. до 14 декември 1923 г. и от 10 май 1926 г. до 14 май 1926 г.), неговото правителство е свалено вследствие на майския преврат. В годините 1929 – 1930 е един от водачите на Центролев. През 1930 г. е арестуван от властите на Полското оздравяване (Санация), затворен в Брестката крепост, обвинен в т.нар. брестки процес за подготвянето на държавен преврат, осъден на година и половина затвор, емигрира в Чехословакия. Връща се в страната малко преди да избухне Втората световна война, след като тя започва е интерниран от немците, защото отказва да създаде колаборационно правителство. След войната е назначен за вицепредседател на Националния съвет, през 1945 г. става председател на ново сформираната Полска народна партия.

## Детство и младост
Винценти Витос се появява на бял свят в селското семейство на Войчех и Катажина от Срокув, които живеят в галицийското Виежхославице. Те били доста бедни – притежавали единствено малко земеделска земя, живеели в малка стая преправена от конюшна. Винценти Витос има двама братя – Ян и Анджей. Анджей също става деец на селското движение.
Винценти Витос започва да учи в местното училище на 10 години, завършва четири класа (1884 – 1888 г.). След това заедно с баща си работи като дървар.
1895 – 1897 г. отбива военна служба в австрийската армия – първо в пехотата, после в артилерията.
На 9 февруари 1898 г. Витос се жени за Катажина Трач. На 22 март 1899 г. се ражда дъщеря му – Юлия.

## Политическа дейност
На 19 г. изпраща своята първа статия на лвовското списание „Приятели на народа“. Публикивана е с псевдонима Мачей Ридз. През 1895 г. постъпва в галицийската Народна партия. На 27 февруари е избран за член на Висшия съвет. От февруари 1908 г. до 1914 г. е депутат от Галицийския сейм в Лвов.
През април 1909 г. е избран за войт (длъжностно лице в местната управа) на Виежхославице. Изпълнява тази функция чак до 1931 г. По време на своето управление успява да изгради мелница в селото, да подобри състоянието на пътищата, да извърши мелиоративни дейности, да разшири местното училище, да създаде земеделски кръг и да развие кооперативното движение. Благодарение на своите лични качества, постепенно утвърждава позицията си в селското движение.
Декември 1913 г. има разделение в Народната партия. В резултат на това Винценти Витос е избран за вицепредседател на ново сформираната Полска народна партия „Пяст“. 1911 г. става депутат в австрийския Държавен съвет във Виена. Формално е член на този орган чак до 1918 г. След избухването на Първата световна война активизира дейността на своята партия. Групировката се присъединява към галицийския Върховен национален комитет, а Витос става негов вицепредседател. През 1914 г. като представител на народа е член на западната секция на Върховния национален комитет. По-късно обаче, когато влиянието на комитета отслабва, се отказва от това сътрудничество. През това време Витос поддържа контакт с различни активисти, като Игнаци Падеревски и Йенджей Морачевски. Подкрепя също така дейността на Юзеф Пилсудски. През 1917 г. Витос се присъединява към Националната лига и е неин член до 1918 г.
През 1916 г. е избран за председател на Депутатския клуб „Пяст“. На 28 май 1917 г. Галицийският сейм обявява декларация за стремежа да се създаде независима Полша, като един от главните автори на декларацията е Витос.
На 28 октомври 1918 г. става председател на Полската ликвидационна комисия, която се определя като изпълнителен орган на територията на Западна Галиция, независим от Австро-Унгарската монархия. Скоро получава предложение да се присъедини към правителството на Игнаци Дашински, а после и към кабинета на Мочарски. Отхвърля и двете предложения като се аргументира с прекалено левите им убеждения, които не отразяват неговото мнение за съвременното социално разделение. Влияние за неговото решение оказва също така и фактът, че в споменатите правителства не участват представители от т.нар. Пруска Полша.
През 1919 г. става част от Законодателния сейм (като председател на земеделската комисия) и част от Комисията на външите работи.
На 24 юли 1920 г., в критичния момент на Полско-Съветската война, застава начело на Правителството на националната отбрана.
На 27 май 1921 г. подава оставка като премиер, която обаче не е приета. Неговото правителство оцелява до 13 септември 1921 г.
По време на парламентарните избори през ноември 1922 г. отново е избран за депутат.
На 28 май 1923 г., след подписване на споразумение между Народна партия „Пяст“ и Християнска демокрация, за втори път застава начело на правителството.
На 16 декември 1923 г., в ситуация на икономическа и политическа криза, заедно с правителството подава оставка.
В публикуваната брошура „Времето и хората“ в началото на 1926 г. апелира към провеждането на реформи в парламентарната система, като посочва например необходимостта от укрепване на авторитета на президента.
За трети път става премиер на 10 май 1926 г., като създава дясноцентристко правителство. 4 дни по-късно, в резултат на проведеното майско нападение, неговото правителство пропада.
На 26 май 1926 г. „Пяст“ не приема отказа му от длъжността на председател.
През март 1928 г. за пореден път е избран за депутат в Сейма. Този път обаче отказва да стане председател.
През юли 1930 г. взема участие в Конгреса на Центролев в Краков, когато решително се произнася против правителството на Санацията.
На 9 септември 1930 г. е арестуван и транспортиран до военния затвор в Брест.
На 16 ноември същата година е избран за депутат от листата на Центролев.
В края на ноември, след изплащане на колатерала, излиза на свобода.
На 15 март 1931 г. става председател на Висшия съвет на Народната партия.
През октомври 1931 г., заедно с други опозиционни дейци, е обвинен за планиране на преврат в страната. Осъден е на две години и половина затвор (по-късно присъдата е намалена на година и половина).
В края на септември 1933 г. заминава за Чехословакия, решавайки се на политическа емиграция. Няколко дни по-късно бива потвърдена издадената присъда за него и останалите обвинени в бресткия процес.
На 31 март 1939 г. се връща в страната и се явява в краковската прокуратура. Транспортиран е до затвора в Шедълце, но след няколко дни е освободен (изпълнението на присъдата е отложена с 6 месеца).
На 17 май 1939 г. заема длъжността председател на Полската народна партия и издава прокламация за борба за независимостта на Полша.
Непосредствено след агресията на Германия върху Полша, по пътя за Лвов е ранен по време на немска бомбардировка.
На 16 септември 1939 г. немските власти го арестуват и вкарват в затвора в Жешов. Малко по-късно същата година е амнистиран заедно с други обвинени в бресткия процес.
Задържан в различни затвори от немците, окончателно е освободен на 1 март 1941 г. поради влошено здравословно състояние. Получава обаче заповед да остане във Виежхославице под наблюдението на немските окупационни власти.
Юли 1944 г. отказва на немците да издаде антисъветска прокламация към народа.
През юни 1945 г. не приема поканата за конференция в Москва относно формирането на Временно правителство на националното единство.
На 22 септември 1945 г. е избран за председател на Полската народна партия.
Умира на 31 октомври 1945 г. Погребан е във Виежхославице. Погребалното шествие изминава пеш пътя от Краков (в Мариацката църква е отслужена заупокойна молитва) до родното селце на политика. В последния му път е придружен от група привърженици на селското движение.

## Отличия
1921 г. е награден с Ордена на Белия орел. Посмъртно е удостоен с Орден „Грюнвалдски кръст“ – I степен. Удостоен е и с други почести, между които „Звездата на Румъния“.
По инициатива на Юзеф Путек е издадена серия пощенски марки с подобие на Винценти Витос.

## Избрани творби
- Избрани творби, том I: Моите спомени, част. I, Издателство LSW, Варшава 1988.
- Избрани творби, том II: Моите спомени, част II, LSW, Варшава 1990.
- Избрани творби, том III: Моето изгнание в Чехословакия, LSW, Варшава 1995.
- Избрани творби, том IV: Публицистика, LSW, Варшава 2003.
- Избрани творби, том V: Изказвания, LSW, Варшава 2007.

|  | Тази страница частично или изцяло представлява превод на страницата Wincenty Witos в Уикипедия на полски. Оригиналният текст, както и този превод, са защитени от Лиценза „Криейтив Комънс – Признание – Споделяне на споделеното“, а за съдържание, създадено преди юни 2009 година – от Лиценза за свободна документация на ГНУ. Прегледайте историята на редакциите на оригиналната страница, както и на преводната страница, за да видите списъка на съавторите. ВАЖНО: Този шаблон се отнася единствено до авторските права върху съдържанието на статията. Добавянето му не отменя изискването да се посочват конкретни източници на твърденията, които да бъдат благонадеждни. |